# Río Barka
El río Barka (en árabe: نهر بركة‎, nahr Baraka)  fluye desde las tierras altas de Eritrea a las llanuras de Sudán. Con una longitud de más de 640 km, nace a las afueras de Asmara y fluye en una dirección noroeste a través de Agordat. El río recibe a su principal afluente, el río Anseba, cerca de la frontera con Sudán.
En Sudán, el Barka fluye estacionalmente hasta un delta en el mar Rojo, próximo a la pequeña ciudad de Tokar.